# JM Trevisan
José Mauro Trevisan, mais conhecido como JM Trevisan (24 de janeiro de 1976) é um escritor, roteirista, e editor brasileiro, conhecido por ser um dos criadores do universo de RPG de fantasia Tormenta, incluindo a série em quadrinhos Ledd, e como editor da revista de RPG Dragão Brasil.

## Carreira
JM Trevisan produzia ficção amadora desde os dez anos de idade. Aos quinze anos entrou em um curso de histórias em quadrinhos e, em 1994, uniu-se ao ilustrador Greg Tochinni para produzirem um fanzine chamado Zine Insano. Trevisan apresentou este material a Marcelo Cassaro, que na época já editava a revista Dragão Brasil, e o convidou a colaborar com a revista.
Seu primeiro conto publicado na Dragão Brasil foi O Paladino e a Ladra e a partir de então ele também passou a publicar materiais de RPG. Seu trabalho progrediu na revista até que ele assumisse o posto de Editor Assistente, junto de Rogério Saladino. Eventualmente, os três editores se reuniram para criar, em comemoração à edição nº 50 da revista, o mundo de Tormenta, reunindo diversos materiais publicados nos últimos anos. Por sua criação, estes autores passaram a ser conhecidos como o "Trio Tormenta".
Em 2005 deixou a Dragão Brasil, junto dos demais editores, devido a problemas internos que ocasionaram o fim da relação de trabalho entre eles e a editora Talismã. A partir de então trabalhou como tradutor da revista Rolling Stone e como autor da revista de RPG Dragon Slayer, que inicialmente foi publicada pela Editora Mantícora e, a partir de sua quarta edição, foi publicada pela Editora Escala .
Em 2009, a partir da edição 24, a revista Dragon Slayer passou a ser produzida pela Jambô Editora, com os autores Guilherme Dei Svaldi, Gustavo Brauner e Leonel Caldela assumindo o lugar do Trio. Estes novos autores passaram a ser conhecidos como "Trio Tormenta Ultimate".
Em 2010, Trevisan começa a publicar, em parceria com o desenhista Lobo Borges, a HQ em estilo mangá Ledd, que conta uma história passada em Arton, o mundo de Tormenta. A história foi inicialmente disponibilizada gratuitamente como uma webcomics na Internet. Em 2011 o primeiro encadernado foi publicado pela Jambô, que vêm publicando os demais volumes desde então. Atualmente a série está no quinto volume, que também conta com a arte de Heitor Amatsu e continua sendo publicada.
Em 2015, organizou a antologia de contos Crônicas da Tormenta, onde também publica o conto O Cerco.
Em 2016, Trevisan publicou, junto do desenhista Ricardo Mango, o primeiro volume da HQ Khalifor, também ambientada no mundo de Tormenta. A história ainda não teve mais volumes, mas está nos planos do autor continuá-la. Ainda em 2016, ele também organizou a antologia de contos Crônicas da Tormenta Volume 2, que traz mais histórias ambientadas em Arton.
Também em 2016, Trevisan encabeçou o retorno da revista Dragão Brasil, que passou a ser publicada pela Jambô Editora por meio de uma campanha de financiamento coletivo recorrente, assumindo o cargo de Editor-Executivo. A revista continua sendo publicada.